# Anikanga
Anikanga fou rei de Polonnaruwa durant 17 dies el 1209. Era de sang reial però no se sap quin parentiu tenia amb altres sobirans.
El governador de Maya Rata, Anikanga, no va estar d'acord amb la decisió del general Ayasmanta de posar al tron a Dhammasoka (el propi fill d'Anikanga, de només 3 mesos) al tron, governant el general com a regent, ja que la corona, després de la deposició (o mort) de la reina Kalyanavati, havia de ser pel "governant de la terra" (i el governador de Maya Rata era considerat com a tal) i no pel seu fill i menys sota control del general. Anikanga va reclutar un exèrcit al sud de l'Índia (al país Chola) i amb aquesta forces va atacar Polonnaruwa i va ocupar la ciutat. Ayasmanta fou fet presoner i executat. Anikanga hauria fet matar tanmateix al seu propi fill infant, Dhammasoka, segurament per evitar problemes de legitimitat en el futur.
Al cap de 17 dies fou assassinat pel general Camanakka que va restaurar en el tron a la reina Lilavati però amb ell mateix exercint el poder efectiu.